# Élisabeth-Louise-Julienne de Palatinat-Deux-Ponts
Élisabeth Louise Julienne de Palatinat-Deux-ponts (né le 16 juillet 1613 à Heidelberg et morte le 29 mars 1667 à Herford) est une princesse de Palatinat-Deux-Ponts et de 1649 jusqu'à sa mort abbesse de l'Abbaye de Herford sous le nom d'Elisabeth II. 

## Biographie
Élisabeth Louise-Julienne, est la fille aînée de Jean II de Palatinat-Deux-Ponts (1584-1635) de son deuxième mariage avec Louise-Julienne (1594-1640), fille de l'électeur Frédéric IV du Palatinat.
Elle a été élue, avec le soutien du prince-électeur de Brandebourg Frédéric-Guillaume Ier de Brandebourg, le 18 juillet 1649 comme abbesse de l'abbaye réformée d'Herford, après que sa prédécesseur Sidonie d'Oldenburg, ait quitté son poste pour se marier.
Élisabeth-Louise-Julienne mourut en 1667 à Herford. Elle est remplacée par sa cousine et coadjutrice Élisabeth de Bohême (1618-1680).

## Sources
- Ernst Friedrich Mooyer: Onomastikon chronographikon hierarchiae germanicae: listes des Évêques allemands, depuis l'an 800 après J.-c., geb. outre une Annexe, les Dignitaires de certaines Abbayes et des ordres de Chevalerie contenant, Dans Selbstverlage de l'Auteur, 1854, P. 139